# Владимир Деметровић
Владимир Деметровић (Руски Крстур, 1861 — Нови Сад, 18. март 1915) био је правник и градоначелник Новог Сада.

## Биографија
Кад је 1908. изабран за градоначелника, форсирао је бушење бунара, почев од Каменичке аде до Србобранског пута. Бушењем бунара на Клиси 1910, његовим заузимањем, установљено је да би из два-три бунара на том локалитету било довољно воде за варош од 35.000 становника, колико се предвиђало да ће Нови Сад имати 1940. На седнини Муниципалног одбора, под Деметровићевим председавањем, донета је 1911. одлука да се ангажује проф. инжењер Имре Форбат из Будимпеште да изради пројекта градског водовода на бази коришћења воде из бунара на Клиси. Пројекат је био готово 1912. и усвојен, с тим да се изврше неке корекције. Форбат је и то обавио, али је тада дошло до Првог светског рата и цео подухват је пропао. 
За време Деметровићевог градоначелниковања Нови Сад је добио 1910. електричну централу и почела је да се шири електрична мрежа, а 1911, захваљујући његовом великом залагаљу и труду, уведен је градски трамвај. На функцији првог грађанина вароши остао је до 1912, када је добио високи положај краљевског саветника.
Становао је са породицом у Лебарском сокаку (данашњој Милетићевој улици), а сахрањен у породичној гробници на Алмашком гробљу.